# Вілл Баєрс
Вільям «Вілл» Баєрс (англ. William «Will» Byers) — вигаданий персонаж американського науково-фантастичного телесеріалу жахів «Дивні дива». Персонажа зіграв Ноа Шнаппа: в першому сезоні — повторювана роль, починаючи з другого — основна роль.

## Біографія
Вілл був сором’язливим хлопчиком із Гокінса, який любив грати в Dungeons & Dragons зі своїми трьома найкращими друзями, Майком, Лукасом і Дастіном. Однак 6 листопада 1983 року життя Вілла перевернеться з ніг на голову; повертаючись на велосипеді додому від своїх друзів, Вілл перетнувся з гуманоїдним хижаком, який походить з іншого виміру. Вілл намагався втекти з усіх сил, але істота загнала його в кут, перенісши у свій вимір. Протягом тижня Вілл уникав істоти, поки його родина та друзі відчайдушно шукали його; він знайшов спосіб спілкуватися зі своєю матір’ю Джойс у різних вимірах, маніпулюючи електрикою. Зрештою Джойс і начальник місцевої поліції Джим Хоппер вирушили в альтернативний вимір через міжвимірний шлюз у Національній лабораторії Гокінса, і їм нарешті вдалося знайти Вілла. Його доставили до лікарні для відновлення, де він возз’єднався зі своєю родиною та друзями. Незважаючи на те, що Вілл повернувся до свого життя в Хокінсі, час, проведений у Навивороті, залишив відбиток на його психіці; він почав відчувати бачення двох світів, що мерехтять і зникають. Джойс почала відвезла Вілла в лабораторію Гокінса, щоб його оглянув доктор Сем Оуенс, який відкинув видіння Вілла як наслідок травми. Однак його видіння виявилися набагато дивнішими і зловіснішими. Вілл почав бачити гігантську павукоподібну істоту, що маячила в небі, і, незважаючи на всі його зусилля чинити опір, став одержимим сутністю. Істота, яку друзі Вілла назвали «Мозкожер», використовувала свій зв’язок з Віллом, щоб маніпулювати Оуенсом і вченими з лабораторії Гокінса, що призвело до багатьох смертей і жертв на об’єкті. За допомогою Джойс, Джонатана та сестри Майка, Ненсі, частина істоти, яка жила у Віллі, була вигнана з його тіла. Крім того,  Одинадцять використала свої сили, щоб запечатати міжвимірні ворота; це обірвало психічний зв’язок мозкожера. 
До літа 1985 року багато членів партії перебували в романтичних стосунках: Майк – з Од, Лукас — з Макс Мейфілд , а Дастін — з дівчиною з Юти, яку він зустрів у літньому таборі. Вілл був єдиним членом Партії, який не перебував у романтичних стосунках, і через дефіцит уваги своїх друзів він намагався організувати нові кампанії Dungeons & Dragons, але засмутився та розлютився, коли побачив, що його друзі явно втрачають інтерес. Що ще гірше, Вілл відчув, що мозкожер все ще присутній у Хокінсі, і виявив, що зведеного брата Макс Біллі використовують як нову маріонетку. Залишивши свої почуття позаду, він приєднався до своїх друзів у черговій битві. 
Доктор Оуенс перевіз Баєрсів та Одинадцять до Ленора-Гіллз. Одинадцять помітила, що Вілл поводився «дивно», і поцікавився, чи не закохався він у когось. Вілл підтримував Одинадцять у їхній новій школі, де вона терпіла часті знущання. Майк прилетів до Ленори, щоб провести весняні канікули з Одинадцять і Віллом, але під час його візиту Одинадцять потрапив у інцидент на місцевому роликовому майданчику. Її забрала поліція, але пізніше два таємничі агенти прибули до будинку Баєрсів, щоб захистити та наглядати за Віллом, Джонатаном і Майком. Пізніше на будинок нападуть військові; один з агентів був поранений під час нападу, сказавши хлопцям знайти «Ніну», перш ніж померти від поранень. Троє вирушають у подорож, щоб знайти Одинадцять, разом із другом Джонатана Аргайлом. Під час їхньої подорожі Вілл побічно виявив свої романтичні почуття до Майка, на які Майк не звернув уваги, але які помітив старший брат Вілла Джонатан. 
Знайшовши Одинадцять у пустелі Невада, четверо допомогли дівчині, створивши імпровізований резервуар для сенсорної депривації; це дозволило їй використовувати психічну проекцію для боротьби з Векною. Через два дні група повернулася в Хокінс і була вражена масштабами руйнувань. Вілл зрозумів, що його психічний зв’язок, створений ще в 1984 році, був не з мозкожером, а з Векною. Він стурбовано сказав Майку, що все ще відчуває присутність Векни, і що для того, щоб жахи закінчилися, векна має померти.

## Особистість
Вілл м’який, доброзичливий, милий і чесний. Як і його друзі, він надзвичайно розумний для свого віку, має ентузіазм до науки та є членом шкільного AV-клубу. Він також демонструє багато тих самих інтересів, що й його друзі, як-от Dungeons & Dragons , комікси, « Люди Ікс» , і фільми «Мисливці за привидами» . Він також творчий, має пристрасть до мистецтва та написання оповідань. Однак його інтереси та соціальний статус призвели до того, що він став жертвою знущань. Це разом із поганим ставленням до нього з боку батька, швидше за все, призвело до почуття відчуженості. Однією з найпомітніших рис Вілла є те, що він часто ставив інших людей вище себе. На це вказували його дії під час кампанії Dungeons & Dragons 6 листопада 1983 року , коли він вирішив напасти на Демогоргона, щоб допомогти групі, замість того, щоб перестрахуватися. Крім того, Джойс розповіла історію про те, як коли він був молодшим, Вілл віддав свою іграшкову вантажівку засмученій дівчині, щоб полегшити її самопочуття, хоча вони не могли дозволити собі іншу. Вілл також мав глибоке почуття відповідальності, намалювавши Боба як супергероя на згадку про його жертву заради порятунку всіх. Вілл також достатньо відповідальний, щоб зосередитись на способах протидії загрозам від Навивороту та вирішення особистих проблем своїх друзів.
Вілл намагається повернутися в дитинство після того, як два роки перебував під впливом Навивороту. Однак незацікавленість і зрілість його друзів розчарували Вілла, оскільки він почав відчувати себе покинутим. Коли хлопець намагався зіграти в кампанію D&D з Майком і Лукасом після того, як у них виникли проблеми з дівчатами, їхня нудьга зрештою змусила Вілла розлютитися на своїх друзів. Після того, як Майк сказав, що вони вже виросли, Вілл розплакався, оскільки він зрозумів, що він не може повернути дитинство, яке він втратив. 
У 1986 році Вілл почав поводитися більш зріло. Однак, як і Одинадцять, Вілл важко адаптувався до свого нового дому та школи, йому було важко знайти нових друзів. Він також докладав усіх зусиль, щоб допомогти Одинадцять, коли вона стала об’єктом знущань. Вілл був надзвичайно безкорисливим, оскільки він керувався своєю любов’ю до Майка, а також їхньою дружбою, даючи йому поради щодо його стосунків з Одинадцять, навіть коли він плекав сильні почуття до свого найкращого друга. Проте непохитна увага Майка до Одинадцяти та його мізерна увага до Вілла все ще здавалися важливим джерелом болю та страждань для хлопця. У зашифрованому зізнанні в коханні Майку він розповів, що відчуває себе помилкою через свою відчуженість і орієнтацію, але Майк змусив його почуватися краще через те, що він інший. Пізніше, коли Джонатан заспокоїв його і сказав, як сильно любить його, знаючи про його боротьбу зі своєю орієнтацією, Вілл розплакався й обійняв брата, щасливий, що хтось із його близьких прийняв його таким, яким він є.

## Характеристика
Ноа Шнапп отримав роль Вілла Баєрса у серпні 2015 року. У жовтні 2016 року Шнапп отримав статус головного актора в другому сезону, оскільки в першому сезоні грав другорядну роль. Пізніше було підтверджено, що Шнап повернеться в третій сезон утакож у головній ролі.
Ідея спілкування Вілла з Джойс за допомогою лампочок була натхненна фільмами 1980-х, зокрема «Полтергейст». Що стосується розповіді в третьому сезоні, Леві сказав, що сезон буде менше про Вілла, зазначивши: «Ми не збираємось проводити Вілла через пекло три сезони поспіль. Він матиме справу з речами, але він не буде головним у всіх подіях. Ми [будемо мати справу] з новими силами зла»

## Прийом

### Критичний прийом
Уілл зайняв третє місце в рейтингу найкращих персонажів «Дивні дива» за версією Screen Rant, поступаючись лише Одинадцять і Стіву Гаррінґтону.

### Відзнаки
Шнапп отримав загалом дві нагороди та шість номінацій за роль Вілла Баєрса. Шнапп був номінований на премію MTV Movie & TV Awards у категорії «Краща екранна команда» з іншими акторами Гейтеном Матараццо, Фінном Вулфардом , Калебом Маклафліном та Сейді Синк у 2018 році, а також у категорії «Найстрашніший виступ». року, який він виграв. Разом з іншими головними акторськими складами у другому сезоні Шнапп був удостоєний нагород Гільдії кіноакторів у категорії «Видатна роль ансамблю в драматичному серіалі» у 2017 році. У третьому сезоні головний акторський склад (включаючи Шнаппа) знову був номінований на ту ж нагороду, але цього разу акторський склад не переміг, і знову за той же результат. У 2017 році Шнапп був номінований у категорії «Краща роль у цифровому телесеріалі або фільмі — молодий актор».

### Сексуальність
Деякі шанувальники припускають, що Вілл є геєм, зокрема, він закоханий у свого найкращого друга Майка.

## Відносини з персонажами
1. Майк Вілер 
Майк — найнадійніший друг Вілла. Вони зустрілися в перший день в дитячому садку на перерві. Майк підійшов до Вілла і попросив стати його другом, на що Вілл із задоволенням погодився. У 1986 році, Вілл і Майк віддалилися: Майк дзвонив йому лише кілька разів. Перед приїздом Майка на весняні канікули Вілл почав наполегливо працювати над картиною, яку нікому не показував. На превеликий подив Вілла, Майк сказав, що почав помічати, наскільки Хокінс був порожнім без нього, і що вони працювали б краще, якби були командою або «найкращими друзями». Хлопці посміхнулися, оскільки їхня дружба знову відновилася. У Неваді Майк почав хвилюватися, що Од більше не потребує його. Тоді Вілл показав Майку свою картину, виявивши, що це великий плакат із зображенням дракона та лицарів. Вражений і щасливий Майк запитав, чи зробив це Вілл, і хлопець збрехав, сказавши, що Од замовила йому це намалювати. Вілл вказав на лицаря, яким мав бути Майк, і сказав йому, що він серце групи, і без нього Партія розвалиться. Хоча Майк став більш мотивованим і щасливішим, він не помічає, як Вілл відвертається і плаче, не підозрюючи, що його друг був закоханий у нього.
2. Джойс Баєрс 
Вілл мав ніжні і глибокі відносини зі своєю матір'ю . На відміну від Лонні, вона підтримувала художні здібності, вибір та інтереси Вілла. Хоча вона була досить зайнята, вона намагалася знайти час, щоб провести з Віллом.
3. Лонні Баєрс 
Лонні не підтримував Вілла та його інтереси, і, як наслідок, вони не були дуже близькі. Вілл намагався налагодити добрі відносини з батьком, відвідував з ним бейсбольні ігри та інші заходи, хоча сам цим не цікавився. Але Лонні не намагався йти на зустріч. Він навіть зробив принизливі зауваження на адресу Вілла.
4. Джонатан Баєрс 
Джонатан старший брат Вілла. Він став прикладом для наслідування та заміною батька для брата. У 1986 році, коли брати готували резервуар для сенсорної депривації в морозильній камері, Вілл засмутився, побачивши, що Майк і Од веселилися разом. Джонатан, помітивши це,  сказав своєму братові, що любить його і що б там не було, ніщо цього не змінить. Вілл крізь сльози сказав йому, що завжди буде поруч.
5. Боб Ньюбі 
Вілл мав тісні відносини з Бобом, оскільки той співпереживав Віллу, даючи йому добрі поради, щоб подолати його страхи. Після смерті Боба Вілл намалював його як супергероя. За іронією долі Боб і Вілл мали більше схожих інтересів, ніж Вілл зі своїм справжнім батьком.
6.  Одинадцять 
У 1983 році Од знайшла Вілла в Порожнечі, сказавши йому почекати ще трохи, і що його мати прийде, щоб врятувати його. У 1986 році Одинадцять і Вілл зблизилися після переїзду в Каліфорнію, де вони почали навчання в середній школі. Од часто зазнавала знущань з боку однолітків, але Вілл підтримував її.Зрештою Вілл допоміг Одинадцятій у розширенні її здібностей, щоб боротися зі злом.